# ديفيد لوبيز
ديفيد لوبيز (بالإسبانية: David López García)‏ ولد بتاريخ 13 مايو 1981 في باراكالدو، إسبانيا، هو دراج إسباني في صنف سباق الدراجات على الطريق.

## سجل النتائج

### سباقات أو مراحل فاز بها
- طواف إسبانيا

### المراكز
- حقق المركز الـ 7 في طواف إقليم الباسك 2011
- حقق المركز الـ 3 في طواف بكين 2013
- حقق المركز الـ 3 في طواف النرويج 2015

## روابط خارجية
- ديفيد لوبيز على موقع الاتحاد الدولي للدراجات (الإنجليزية)
- ديفيد لوبيز على موقع أرشيف الدراجات (الإنجليزية)
- ديفيد لوبيز على موقع إحصائيات الدراجات الإحترافية (الإنجليزية)
- ديفيد لوبيز على موقع نسبة الدراجات (الإنجليزية)
- ديفيد لوبيز على موقع CycleBase (الإنجليزية)